# Gare de Rombas - Clouange
La gare de Rombas - Clouange est une gare ferroviaire française de la ligne de Saint-Hilaire-au-Temple à Hagondange, située sur le territoire de la commune de Rombas, à proximité de Clouange, dans le département de Moselle en région Grand Est.
C'est une gare de la Société nationale des chemins de fer français (SNCF) desservie par des trains TER Grand Est.

## Situation ferroviaire
Établie à 168 mètres d'altitude, la gare de Rombas - Clouange est située au point kilométrique (PK) 339,371 de la ligne de Saint-Hilaire-au-Temple à Hagondange, entre les gares ouvertes de Moyeuvre-Grande et de Gandrange - Amnéville.

## Fréquentation
De 2015 à 2024, selon les estimations de la SNCF, la fréquentation annuelle de la gare s'élève aux nombres indiqués dans le tableau ci-dessous.
| Année     | 2015   | 2016   | 2017   | 2018   | 2019   | 2020   | 2021   | 2022   | 2023   | 2024   |
| --------- | ------ | ------ | ------ | ------ | ------ | ------ | ------ | ------ | ------ | ------ |
| Voyageurs | 71 512 | 62 424 | 63 890 | 60 009 | 67 381 | 41 738 | 49 059 | 58 928 | 66 116 | 79 295 |

## Service des voyageurs

### Accueil
Gare SNCF, elle dispose d'un bâtiment voyageurs, avec guichet, ouvert tous les jours. Elle est équipée d'automates pour l'achat de titres de transport, d'une borne pour composter les titres de transports ainsi que d'un abri avec banc.
Un passage planchéié permet la traversée des voies et le passage d'un quai à l'autre.
Le 1er juin 2017, le guichet a définitivement fermé.

### Desserte
Rombas - Clouange est desservie par les trains TER Grand Est qui effectuent des missions entre les gares de Verdun, ou de Conflans - Jarny et de Hagondange, ou de Metz-Ville.

### Intermodalité
Un parking pour les véhicules y est aménagé.